# Chalo-Saint-Mars
Chalo-Saint-Mars är en kommun i departementet Essonne i regionen Île-de-France i norra Frankrike. Kommunen ligger i kantonen Étampes som tillhör arrondissementet Étampes. År 2022 hade Chalo-Saint-Mars 1 042 invånare.

## Befolkningsutveckling
Antalet invånare i kommunen Chalo-Saint-Mars
| Referens: INSEE |